# برينان ماريون
برينان ماريون (بالإنجليزية: Brennan Marion)‏ هو لاعب كرة قدم أمريكية أمريكي، ولد في 25 أغسطس 1987.